# Ekonomika Irska
Ekonomika Irska patří mezi nejvyspělejší na světě. Dle Mezinárodního měnového fondu má Irsko HDP na obyvatele v paritě kupní síly 39 300 USD (2011) a je tak sedmé na světě. Irsko bylo posledních patnácti letech nejrychleji rostoucí ekonomikou Západní Evropy a bylo označováno keltský tygr. V současnosti je však irská ekonomika značně zasažena světovou ekonomickou krizí.

## Ekonomický vývoj

### Keltský tygr
Od začátku 90. let 20. století zažilo Irsko ekonomický zázrak. Díky nízké korporátní dani (12,5 %) a investičním pobídkám nadnárodních společností Apple, Dell, Google či Microsoft, které si v Irsku zřídily svá sídla, dokázala irská ekonomika využít tehdejšího silného hospodářského rozvoje USA, zejména v oblasti informačních technologií. Irsko se přeměnilo v technologické centrum Evropy. Ve druhé polovině 90. let dosahoval roční růst irského HDP až k 10%, v následujících letech se až do roku 2007 držel kolem 5-6%. Tahounem ekonomického růstu se stalo rovněž stavebnictví, neboť v období blahobytu vznikalo velké množství developerských projektů, které uspokojovaly touhu po spotřebním luxusu a dokonalejším bydlení. V souvislosti s tím stoupaly ceny nemovitostí do závratných výšek. V letech 1997 – 2004 se průměrná cena bydlení v Irsku ztrojnásobila.

### Recese 2008-2009
Při zpomalení americké ekonomiky v roce 2007 v důsledku hypoteční krize se projevila silná závislost irské ekonomiky na investicích z USA a zároveň na vývozu nadnárodních firem (podílejí se na irském vývozu z cca 80 % až 85 %) za oceán, kam směřuje téměř 18 % irského vývozu. Právě kvůli výrazné ekonomické provázanosti s USA pocítila irská ekonomika poměrně silné dopady finanční krize. Irsko se během této ekonomické krize stalo prvním státem eurozóny, který se ocitl v recesi. V 1. čtvrtletí 2008 poklesl HDP o 0,3 %, ve 2. čtvrtletí o 0,5 % (poprvé od recese v roce 1983).
Hlavní příčinou byl propad trhu s nemovitostmi a výrazná ztráta spotřebitelské důvěry v zemi. V důsledku zhoršeného přístupu k finančním nástrojům, hlavně hypotékám, rovněž výrazně poklesl zájem i faktická možnost financování bydlení. Podle odborníků mělo jít o největší recesi v historii nezávislého Irska. Podle irského ministerstva financí mělo v roce 2009 dojít k poklesu HDP o 4-6 %, což má být po Lotyšsku druhý největší propad ze zemí Evropské unie. V roce 2009 se v Irsku měly podstatně snížit příjmy státního rozpočtu, čímž by rozpočtový deficit Irska měl vzrůst až na 10 %. Prudce stoupala nezaměstnanost: v lednu 2009 8,8 %, v únoru 2009 10,4 %, což bylo nejvíce za posledních 12 let a více než dvojnásobek oproti začátku roku 2008 (leden 2008 4,7 %).

## Ekonomická struktura
V současnosti je nejméně rozšířeným odvětvím irského hospodářství zemědělství. Vytváří asi 5% HDP, zatímco průmysl 46% a služby 49%. Nejdůležitějším odvětvím zemědělství je tradiční chov ovcí pro vlnu.
Irsko má nepříliš významné nerostné bohatství. Těží se především olovo a zinek, dále měď, rašelina, stavební materiál, stříbro a zemní plyn.
Rozvíjí se především průmysl chemický a petrochemický, elektronický, kovozpracující, nábytkářský a potravinářský. Vyrábějí se zde i dopravní prostředky a počítače.